# 江乘县
江乘县，中国旧县名，治所在今江苏省南京市栖霞区境。
《史记·始皇本纪》秦始皇三十七年（前210年），秦始皇“上会稽，还过吴，从江乘渡，并海上，北至琅琊”。明万历《上元县志》称因秦始皇渡江，置江乘县，属会稽郡。县域辽阔，今栖霞区皆在江乘县境。孙吴时设江乘典农都尉，晋灭吴后复为县。东晋咸康七年（341年），以县域南部侨置临沂县，属南琅邪郡。南陈太建元年（569年），属建兴郡。隋朝时，废江乘县，地入丹徒县、句容县和江宁县。秦朝时县城遗址在今栖霞区摄山镇西湖村。西湖村即由江乘村在文化大革命时改名而来。